# Beichtstuhl (Rockeskyll)

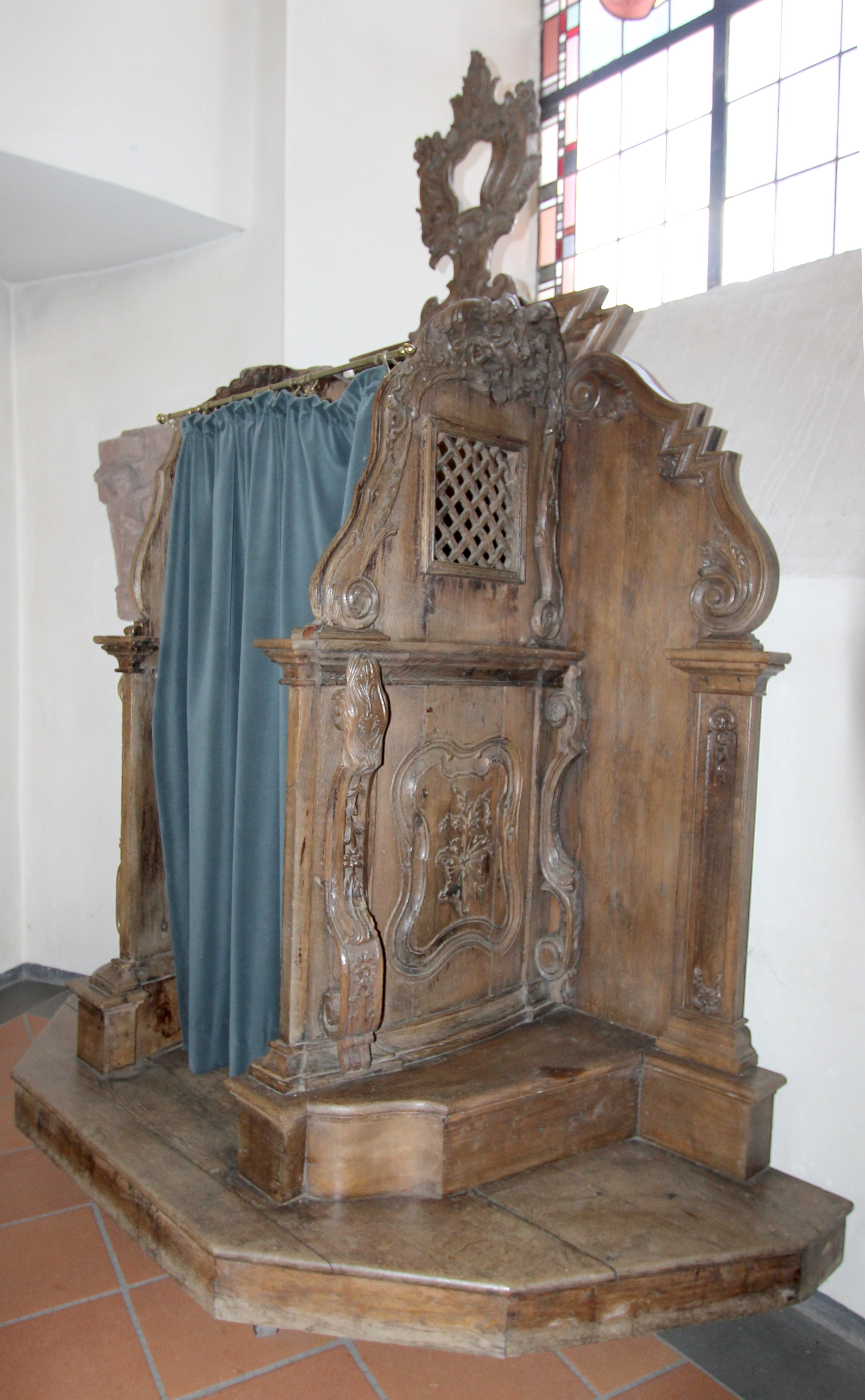
Beichtstuhl in Rockeskyll

Der Beichtstuhl in der katholischen Pfarrkirche St. Bartholomäus in Rockeskyll, einer Ortsgemeinde im Landkreis Vulkaneifel in Rheinland-Pfalz, wurde im 18. Jahrhundert geschaffen. Der nur 1,60 Meter hohe Beichtstuhl aus Holz ist oben und vorne offen. 
Ernst Wackenroder schreibt im Jahr 1928: 

„Die unteren Hälften der gerundeten Seitenwangen mit Reliefs in geschweifter, vertiefter Rahmung und Volutenstegen vor flachen Pilastern. Die in freier Kurve gehaltenen oberen Seitenwände sind begleitet von tief angearbeitetem Rokokowerk, das quadratische Gitter in der Mitte freilassend.“